# Miguel Terceros
Miguel Terceros dit Miguelito, né le 25 avril 2004 à Santa Cruz de la Sierra en Bolivie, est un footballeur international bolivien qui évolue au poste de milieu offensif à l'América Mineiro, en prêt de Santos FC.

## Biographie

### En club
Né à Santa Cruz de la Sierra au Bolivie, Miguel Terceros commence le football à l'Academía Tahuichi avant d'être formé au Proyecto Bolivia 2022. En 2018 il rejoint le Brésil et le club du Santos FC, où il poursuit sa formation après un essai concluant,.
Le 26 avril 2022, un jour après son dix-huitième anniversaire, Miguel Terceros signe son premier contrat professionnel au Santos FC, le liant au club jusqu'en avril 2027,.
Miguel Terceros fait ses débuts en professionnel le 10 octobre 2022, lors d'une rencontre de première division brésilienne face au Esporte Clube Juventude. Il entre en jeu et son équipe s'impose par quatre buts à un,. Il devient à cette occasion le premier joueur bolivien à porter les couleurs du Santos FC.

### En sélection
En octobre 2021, Miguel Terceros est convoqué pour la première fois avec l'équipe nationale de Bolivie par le sélectionneur César Farías,, mais il ne joue finalement aucun match. Terceros honore finalement sa première sélection près d'un an plus tard, le 24 septembre 2022 contre le Sénégal. Il entre en jeu à la place de Ramiro Vaca et son équipe s'incline par deux buts à zéro,.

## Statistiques

### En sélection nationale
| Saison                | Sélection             | Phases finales        | Phases finales | Phases finales | Phases finales | Éliminatoires CDM | Éliminatoires CDM | Éliminatoires CDM | Matchs amicaux | Matchs amicaux | Matchs amicaux | Total | Total | Total |
| Saison                | Sélection             | Compétition           | M              | B              | Pd             | M                 | B                 | Pd                | M              | B              | Pd             | M     | B     | Pd    |
| --------------------- | --------------------- | --------------------- | -------------- | -------------- | -------------- | ----------------- | ----------------- | ----------------- | -------------- | -------------- | -------------- | ----- | ----- | ----- |
| 2022-2023             | Bolivie               | -                     | -              | -              | -              | -                 | -                 | -                 | 6              | 0              | 0              | 6     | 0     | 0     |
| 2023-2024             | Bolivie               | Copa América 2024     | 3              | 0              | 0              | 1                 | 0                 | 0                 | 5              | 1              | 0              | 9     | 1     | 0     |
| Total sur la carrière | Total sur la carrière | Total sur la carrière | 3              | 0              | 0              | 1                 | 0                 | 0                 | 11             | 1              | 0              | 15    | 1     | 0     |